# Masataka Taniguchi
Pour les articles homonymes, voir Taniguchi.
Masataka Taniguchi (谷口 将隆, Taniguchi Masataka) est un boxeur japonais né le 19 janvier 1994 à Kobe.

## Carrière
Passé professionnel en 2016, il devient champion du monde des poids pailles WBO le 14 décembre 2021 en battant par arrêt de l'arbitre au 11e round Wilfredo Mendez. Taniguchi conserve son titre le 22 avril 2022 par arrêt de l’arbitre au 11e round face à son compatriote Kai Ishizawa avant d'être à son tour battu le 6 janvier 2023 par Melvin Jerusalem au second round.